# Герб Латвийской ССР
Герб Латвийской ССР (латыш. Latvijas PSR ģerbonis) — государственный символ Латвийской Советской Социалистической Республики. Базируется на гербе СССР.

## Описание
Герб представляет собой изображение серпа и молота в лучах восходящего солнца и в обрамлении колосьев; в верхней части герба — пятиконечная звезда; в нижней части — море и на ленте, обвивающей колосья, надписи: на латышском языке — в центре — «Latvijas PSR» и по бокам — «Visu zemju proletārieši, savienojieties!» и на русском языке — «Пролетарии всех стран, соединяйтесь!»
Герб Латвийской ССР был принят правительством Латвийской ССР 25 августа 1940 года. В 1990 году заменён на нынешний герб Латвии, который был первоначально принят в 1921 году.
Автор художественно-графического решения — Артур Апинис.